# Videopoker
Videopoker ist ein Spiel, das an Spielautomaten gespielt wird und in vielen Casinos und Spielhallen angeboten wird. Es basiert auf der Variante Five Card Draw.

## Geschichte
Die frühesten Modelle wurden bereits Mitte der 1970er Jahre zeitgleich mit den ersten PCs eingeführt. Videopoker wurde während der 1980er populär, weil die Hemmschwelle, Poker an einem Automaten zu spielen, niedriger war, als an einem Tisch zu spielen.

## Das Spiel
Das Ziel beim Videopoker besteht darin, das höchste Fünf-Karten-Pokerblatt zu erreichen. Der Spieler wirft durch einen Schlitz eine beliebige Summe an Geld in den Automaten; bei neueren Geräten ist es möglich, ein Stück Papier mit einem Barcode einzuführen. Nachdem der Transaktionsvorgang abgeschlossen wurde, werden dem Spieler durch einen Zufallsgenerator fünf Karten zugeteilt. Er kann nun bestimmen, welche und wie viele dieser Karten er tauschen möchte. Nachdem der Tauschvorgang abgeschlossen wurde, analysiert die Maschine die Hand. Je nach Kombination erhält der Spieler Geld ausgezahlt.

## Kombinationen
| Hand                   | 1 Jeton | 2 Jetons | 3 Jetons | 4 Jetons | 5 Jetons |
| Royal Flush            | 250     | 500      | 750      | 1000     | 4000     |
| Straight Flush         | 50      | 100      | 150      | 200      | 250      |
| Vierling               | 25      | 50       | 75       | 100      | 125      |
| Full House             | 9       | 18       | 27       | 36       | 45       |
| Flush                  | 6       | 12       | 18       | 24       | 30       |
| Straight               | 4       | 8        | 12       | 16       | 20       |
| Drilling               | 3       | 6        | 9        | 12       | 15       |
| Zwei Paare             | 2       | 4        | 6        | 8        | 10       |
| Zwei Buben oder besser | 1       | 2        | 3        | 4        | 5        |
| Bankvorteil            | 1,95 %  | 1,95 %   | 1,95 %   | 1,95 %   | 0,46 %   |

Der große Unterschied zwischen der Auszahlung eines Royal Flushs zwischen vier und fünf Jetons liegt darin, den Spielern einen Anreiz zu geben, mit größeren Einsätzen zu spielen.

## Varianten
Je nach Automat gibt es verschiedene Varianten, die zum Teil mit oder ohne Joker (Wild Card) gespielt werden. Die mit Abstand bekannteste Version ist Jacks or Better. Doch auch Varianten wie All American, Tens or Better und Deuces Wild sind häufig zu finden.

## Staatliche Kontrolle
Die Automaten werden in den USA vom Staat kontrolliert, ob die Karten wirklich rein zufällig ausgeteilt werden.
Normalerweise simulieren die Automaten die zehn Karten, die der Spieler im Laufe einer Hand erhalten kann, gleich zu Beginn. Nachdem es einigen Spielern aber gelungen war, durch einen Trick die Abfolge der letzten fünf Karten zu erkennen, bevor diese überhaupt zu sehen waren, wird in neuen Geräten ein Generator eingebaut, der die Abfolge der zweiten fünf Karten erst berechnet, wenn sie auch benötigt werden.